# Neophlepsius corpulentus
Neophlepsius corpulentus är en insektsart som beskrevs av Rauno E. Linnavuori 1959. Neophlepsius corpulentus ingår i släktet Neophlepsius och familjen dvärgstritar. Inga underarter finns listade i Catalogue of Life.